# EEV 39–44
Die EEV 39–44 waren Güterzug-Schlepptenderlokomotiven der Ersten Siebenbürgener Eisenbahn (Első Erdélyi Vasút, EEV).
Die EEV bestellte diese sechs Lokomotiven bei der Lokomotivfabrik Floridsdorf, die sie 1872/73 baute.
Sie erhielten die Betriebsnummern  39–44 sowie die Namen MÉNES,
SOLYMOS, TÓTVÁRAD, RÉPÁS, CZERNY und SZTRIGY.
Anlässlich der Verstaatlichung der EEV 1884 bekamen sie die
MÁV-Nummern 284–289, danach die Kategoriebezeichnung IIIf und die Nummern 3001–3006.
Ab 1911 wurden sie 337,001–006.